# 大阪市立旭東中学校
大阪市立旭東中学校（おおさかしりつ きょくとう ちゅうがっこう）は、大阪府大阪市旭区にある公立中学校。

## 沿革
- 1948年4月1日 - 大阪市立旭第三中学校として創立。
- 1949年5月1日 - 大阪市立旭東中学校と改称。
- 1952年9月 - 分校を設置。
- 1953年4月1日 - 分校が大阪市立今市中学校として分離開校。
- 1963年 - プール竣工。
- 1978年 - 新体育館竣工。

## 通学区域
- 大阪市立清水小学校と大阪市立新森小路小学校の通学区域。

## 交通
- 地下鉄今里筋線 新森古市駅 北東へ約600m
- 京阪本線 森小路駅 東へ約1km
- 大阪シティバス 旭東中学校前バス停

## 主な出身者
- 伊部尚子 - 柔道選手
- 松井飛雄馬 - プロ野球選手（横浜DeNAベイスターズ）